# Servizio centrale di investigazione sulla criminalità organizzata
Il Servizio Centrale di Investigazione sulla Criminalità Organizzata (SCICO) è un reparto speciale della Guardia di Finanza.

## Storia
Lo S.C.I.C.O. venne istituito in attuazione della circolare n. 216093/310, del 10 luglio 1993, emanata a seguito della legge n. 203 del 12 luglio 1991, recante «Provvedimenti urgenti in tema di lotta alla criminalità organizzata e di trasparenza e buon andamento dell'attività amministrativa». Riveste il ruolo di “Servizio Centrale” operando, in particolare, al fine di prevenire e reprimere le infiltrazioni criminali nel tessuto economico italiano.
Prima dell'entrata in vigore della predetta legge, l'attività di contrasto alla criminalità organizzata da parte del Corpo della Guardia di Finanza veniva svolta da Sezioni nell'ambito dei Gruppi dei Nuclei Regionali di Polizia Tributaria; successivamente il Comando Generale istituì, nell'ambito dei suddetti Nuclei, i Gruppi d'Investigazione sulla Criminalità Organizzata (G.I.C.O.). Nel periodo precedente il 1991, il G.I.C.O. presso il Nucleo Regionale Polizia Tributaria di Napoli - agli ordini del Col. Santarelli - svolse la prima attività sperimentale di contrasto alla Camorra, i successi del Comandante del Gruppo, Maggiore Mario Venceslai, furono posti a base della istituzionalizzazione del servizio presso ogni Nucleo. Tali articolazioni, tuttavia, rispondevano prevalentemente ad esigenze di carattere locale; la mancanza di collegamenti con altri Reparti del Corpo o con paritetici organismi di Polizia produceva, infatti, limitazioni allo sviluppo delle indagini nel delicato settore. Al fine di ovviare a tali inconvenienti fu istituito l'Ufficio di Collegamento delle Attività Investigative sulla Criminalità Organizzata (U.C.A.I.C.O.) con il compito di coordinare le attività info-investigative svolte dai G.I.C.O. e di organizzare l'attività operativa in concerto, quando necessario, con altre Forze di Polizia. In seguito alla circolare del luglio 1993, dall'U.C.A.I.C.O. si passò allo S.C.I.C.O.
Inizialmente da questo Reparto dipendeva direttamente ogni Gruppo d'investigazione sulla criminalità organizzata periferico, quindi fu riorganizzato come organismo di coordinamento ed analisi, e i G.I.C.O. furono inquadrati nell'ambito dei Nuclei Regionali.

## Struttura
La struttura, alle dipendenze del Comando Reparti Speciali della Guardia di Finanza, è composta da un Comandante cui sono sottoposti due Uffici e quattro Gruppi.
In passato, al SCICO rispondevano i Gruppi Investigativi sulla Criminalità Organizzata territoriali, per poi essere inglobati nei nuclei di polizia economica-tributaria dei comandi provinciali.
Per via dell'alta specializzazione del reparto, l'intero organico è costituito da ufficiali della Guardia di Finanza che hanno dimostrato grandi capacità operative e investigative nel campo della criminalità organizzata e del terrorismo.

## Cronologia dei comandanti
- Gabriele D'Arcadia (1993 - 1994)
- Michele Donati (28/03/1994 - 1/09/1994)
- Mario Iannelli (1994 - 1998)
- Matteo Rabiti (30/06/1998 - 24/09/1998)
- Lucio Macchia (1998 - 1999)
- Sergio Bosco (2000 - 2004)
- Castore Palmerini (19 gg)
- Ignazio Gibilaro (2004 - 2008)
- Umberto Sirico (2008 - 2012)
- Giuseppe Magliocco (2012 - 2015)
- Giovanni Michele Messa (1 mese)
- Giuseppe Grassi (25/05/2015 - 30/08/2017)
- Alessandro Barbera (2017 - 2022)
- Antonio Nicola Quintavalle Cecere (2022 - in carica)